# Истомин, Иван Андреевич
Ива́н Андре́евич Исто́мин (1769 — 24 августа [5 сентября] 1823, Ревель) — секретарь эстляндской казенной палаты, родоначальник дворянского рода Истоминых, отец выдающихся морских офицеров: героя Севастопольской обороны контр-адмирала В. И. Истомина, адмирала К. И. Истомина и вице-адмирала П. И. Истомина.

## Биография
Родился в 1769 году; происходил из мещан. Начал службу в январе 1791 года канцелярским служащим при Адмиралтействе
Затем был в военной службе — под командованием Ф. Я. Ломена, на учебном фрегате «Брячислав»; 5 декабря 1797 поступил аудитором в батальон подполковника Мертенса; 30 ноября 1799 года подал прошение об отставке «по состоянию здоровья», которое было удовлетворено. Уже в апреле 1800 года в чине коллежского секретаря занял должность секретаря при эстляндском обер-форштмейстере, от которой был уволен в январе 1804 года в связи с ликвидацией должности обер-форштмейстера и секретаря при нём; 22 января 1814 года был награждён орденом Св. Владимира 4-й степени и в том же году произведён в чин титулярного советника.
С июня 1804 года и до самой смерти состоял в должности секретаря эстляндской казённой палаты.
Скончался 24 августа [5 сентября] 1823. Похоронен на православном кладбище Ревеля.

## Семья
С 13 января 1801 года был женат на дочери ревельского купца Йогана Гофмейстера, Елизавете (правосл. Евдокия Ивановна) (14.01.1782, Ревель—22.01.1862, Санкт-Петербург), которая после замужества приняла православие. В браке родилось 8 детей (первый сын, Александр (13.05.1802 — 13.09.1802), умер в младенчестве). Все пять сыновей связали жизнь с морем:
- Константин (1805—1876), адмирал, председатель главного военно-морского суда
- Андрей (1807—1842), погиб при крушении корабля «Ингерманланд»
- Владимир (1810—1855), контр-адмирал
- Александр (7.12.1814—1832), погиб в чине гардемарина во время шторма на кронштадтском рейде
- Павел (1817—1881), вице-адмирал

Дочери:
- Александра (20.12.1803 — 26.03.1896)
- Елизавета (01.03.1812 — 29.03.1896)

Обе дочери похоронены вместе с П. И. Истоминым на семейном участке кладбища Воскресенского Новодевичьего монастыря в Санкт-Петербурге. Жена, Евдокия Ивановна, похоронена на Смоленском лютеранском кладбище (уч. 76); сохранилось надгробие.